# Rima Reiko
La Rima Reiko è una struttura geologica della superficie della Luna.